# Hellmuth Fischer
Hellmuth Fischer (* 24. August 1902 in Berlin; † 3. Februar 1976) war ein deutscher Chemiker.

## Leben und Werk
Fischer studierte von 1921 bis 1926 Chemie an der Universität Berlin. Die Promotion erfolgte 1926 bei Alfred Stock. Von 1949 bis 1950 war er Leiter der Forschungslaboratorien der Siemens & Halske AG. In diese Zeit arbeitete Fischer intensiv an der Erforschung der Chemie des Berylliums und der Herstellung von reinem Silizium. Im Jahre 1950 wurde er als außerordentlicher Professor an die TU Berlin berufen. Im Jahr 1951 wurde er ordentlicher Professor an der Universität Karlsruhe, wo er das Institut für Physikalische und Elektrochemie übernahm und wo er 1970 emeritiert wurde.
Der Schwerpunkt seiner wissenschaftlichen Arbeit lag auf dem Gebiet der Korrosionsinhibition und der elektrolytischen Abscheidung von Metallen.
Fischer erhielt zahlreiche Preise und Auszeichnungen. Ihm wurde u. a. die DECHEMA-Medaille verliehen. 1965 wurde er Ehrendoktor der Technischen Universität Dresden.
Zu Ehren von Fischer wird von der DECHEMA seit 1989 die Hellmuth-Fischer-Medaille für Arbeiten auf dem Gebiet der Elektrochemie, der Korrosion oder des Korrosionsschutzes verliehen.